# Tulice
Tulice (niem. Tillendorf) – wieś w Polsce w województwie pomorskim, w powiecie sztumskim, w gminie Stary Targ. Wieś jest siedzibą sołectwa Tulice, w którego skład wchodzą Olszak i będące częścią Tulic Tulice Małe. We wsi znajduje się jezioro i leśniczówka.
| SIMC    | Nazwa       | Rodzaj     |
| ------- | ----------- | ---------- |
| 0157581 | Olszak      | przysiółek |
| 0157598 | Tulice Małe | część wsi  |

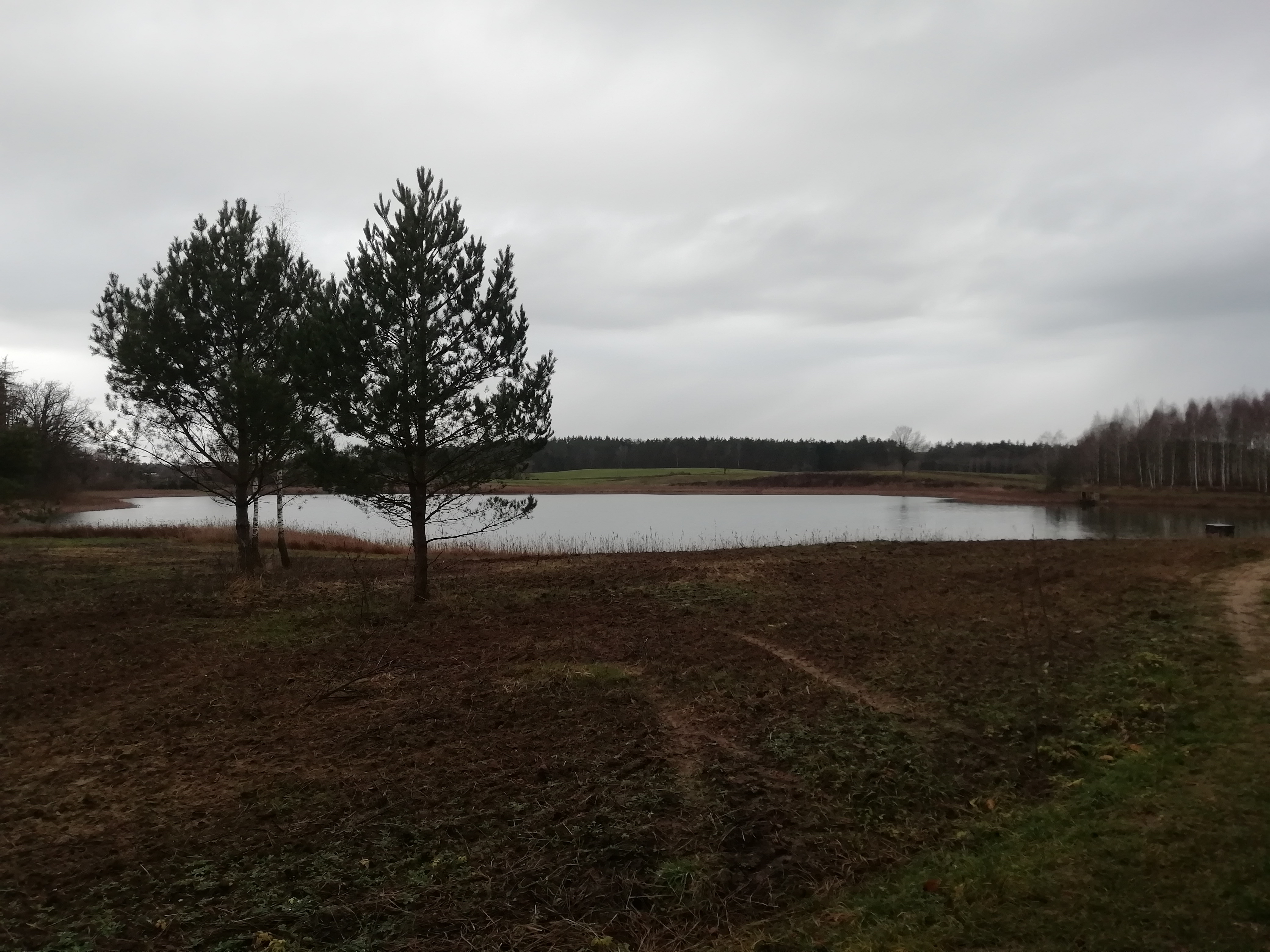
Jezioro Tulickie

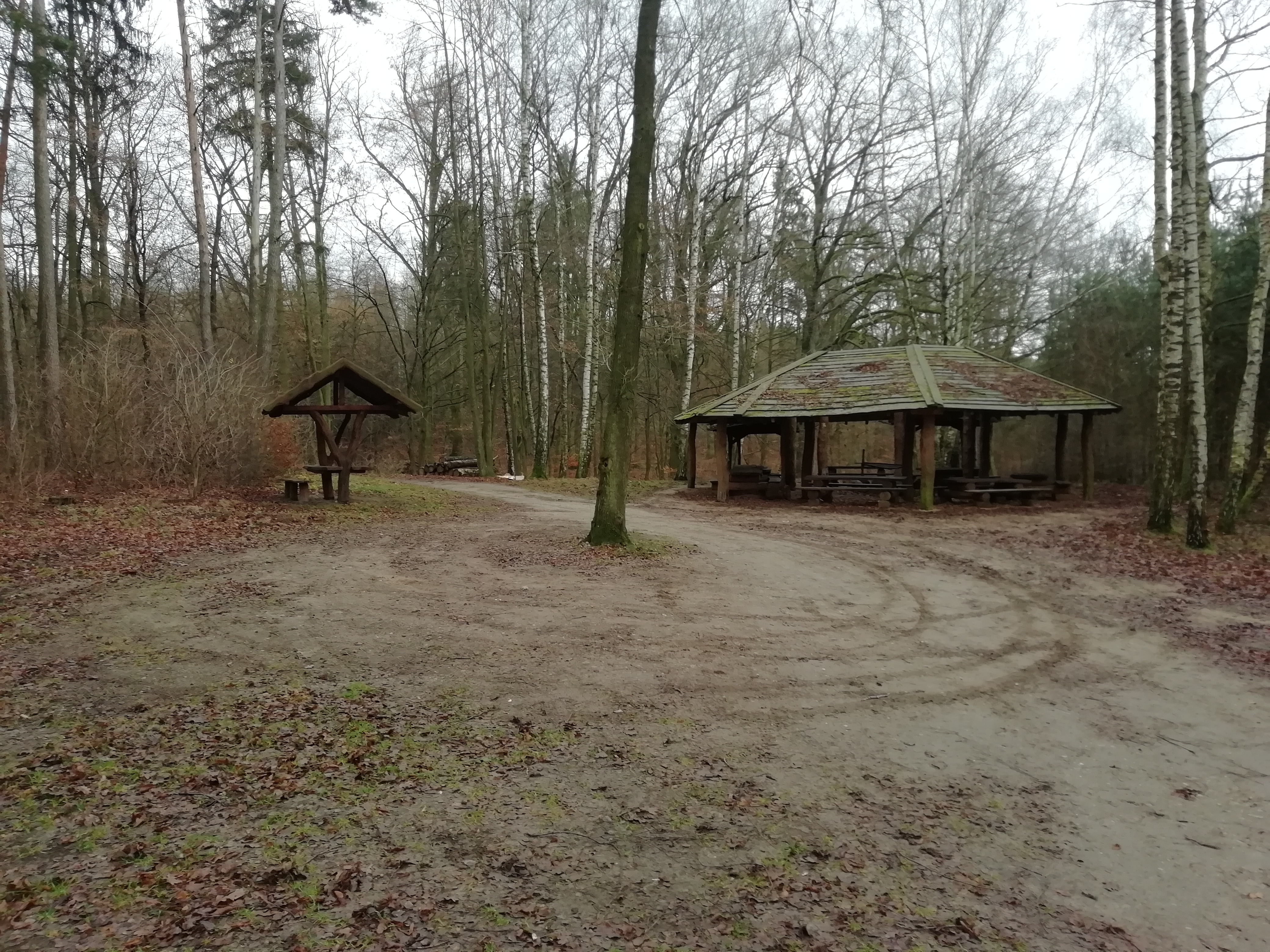
Miejsce wypoczynku przy leśniczówce w Tulicach

W czasach plemion staropruskich występowały nazwy Tulnik i Tulnix, w czasach krzyżackich Tullen i Tullendorf, a w czasach Prus Królewskich Tyllendorf. Wieś szlachecka położona była w I Rzeczypospolitej w województwie malborskim. Osada folwarczna składała się z dworu, parku oraz budynków gospodarczych i inwentarskich. W XIX wieku folwark należał do Waplewa. Właścicielem Tulic w II połowie XIX wieku był hrabia Adam Sierakowski. Znajdował się tam młyn. Na przełomie XIX i XX wieku powstały ogrody samotnicze. Dawny układ przestrzenny nie został zachowany, jednak zachowały się podupadłe zabudowania folwarczne z XIX wieku, a także kapliczka oraz zabudowa mieszkalna i gospodarcza z przełomu XIX i XX wieku.
W latach 1945–1975 miejscowość administracyjnie należała do województwa gdańskiego, a w latach 1975–1998 do województwa elbląskiego.